# Thyene striatipes
Thyene striatipes es una especie de araña saltarina del género Thyene, familia Salticidae. Fue descrita científicamente por Caporiacco en 1939.
Habita en el este de África.